# Мідвей-Сіті (Каліфорнія)
Мідвей-Сіті (англ. Midway City) — переписна місцевість (CDP) в США, в окрузі Орандж штату Каліфорнія. Населення — 8825 осіб (2020).

## Географія
Мідвей-Сіті розташований за координатами 33°44′42″ пн. ш. 117°59′6″ зх. д. / 33.74500° пн. ш. 117.98500° зх. д. (33.744975, -117.985016). За даними Бюро перепису населення США в 2010 році переписна місцевість мала площу 1,64 км², уся площа — суходіл.

## Демографія
Згідно з переписом 2010 року, у переписній місцевості мешкало 8485 осіб у 2428 домогосподарствах у складі 1724 родин. Густота населення становила 5182 особи/км². Було 2574 помешкання (1572/км²).
Расовий склад населення:
| - 47,1 % — азіатів - 34,0 % — білих - 0,8 % — корінних американців - 0,8 % — чорних або афроамериканців - 0,5 % — вихідців з тихоокеанських островів - 13,7 % — осіб інших рас |

До двох чи більше рас належало 3,1 %. Частка іспаномовних становила 29,1 % від усіх жителів.
За віковим діапазоном населення розподілялося таким чином: 24,8 % — особи молодші 18 років, 62,4 % — особи у віці 18—64 років, 12,8 % — особи у віці 65 років та старші. Медіана віку мешканця становила 37,1 року. На 100 осіб жіночої статі у переписній місцевості припадало 98,0 чоловіків; на 100 жінок у віці від 18 років та старших — 96,8 чоловіків також старших 18 років.
Середній дохід на одне домашнє господарство становив 57 531 долар США (медіана — 44 425), а середній дохід на одну сім'ю — 61 474 долари (медіана — 53 359). Медіана доходів становила 33 648 доларів для чоловіків та 30 979 доларів для жінок. За межею бідності перебувало 22,2 % осіб, у тому числі 29,4 % дітей у віці до 18 років та 32,0 % осіб у віці 65 років та старших.
Цивільне працевлаштоване населення становило 4239 осіб. Основні галузі зайнятості: освіта, охорона здоров'я та соціальна допомога — 18,2 %, мистецтво, розваги та відпочинок — 17,7 %, виробництво — 16,4 %.